# BMW International Open
Het BMW International Open is een toernooi van de Europese PGA Tour. Het werd vanaf de eerste editie in 1989 in München gespeeld, maar niet altijd op dezelfde golfclub. Sinds 2012 wordt het toernooi afwisselend gehouden op de baan van Golfclub München Eichenried en van Golf Club Gut Lärchenhof in Pulheim (Noordrijn-Westfalen).

## Winnaars
| Jaar | Baan                         | Winnaar              | Score | Score |
| ---- | ---------------------------- | -------------------- | ----- | ----- |
| 1989 | Golfclub München Eichenried  | David Feherty        | 269   | -19   |
| 1990 | Golfclub München Eichenried  | Paul Azinger po      | 277   | -11   |
| 1991 | Golfclub München Eichenried  | Sandy Lyle           | 268   | -20   |
| 1992 | Golfclub München Eichenried  | Paul Azinger po      | 266   | -22   |
| 1993 | Golfclub München Eichenried  | Peter Fowler         | 267   | -21   |
| 1994 | St Eurach Land- und Golfclub | Mark McNulty         | 274   | -14   |
| 1995 | St Eurach Land- und Golfclub | Frank Nobilo         | 272   | -16   |
| 1996 | St Eurach Land- und Golfclub | Marc Farry           | 276   | -12   |
| 1997 | Golfclub München Eichenried  | Robert Karlsson po   | 264   | -24   |
| 1998 | Golfclub München Eichenried  | Russell Claydon      | 270   | -18   |
| 1999 | Golfclub München Eichenried  | Colin Montgomerie    | 268   | -20   |
| 2000 | Golfclub München Eichenried  | Thomas Bjørn         | 268   | -20   |
| 2001 | Golfclub München Eichenried  | John Daly            | 261   | -27   |
| 2002 | Golfclub München Eichenried  | Thomas Bjørn         | 264   | -24   |
| 2003 | Golfclub München Eichenried  | Lee Westwood         | 269   | -19   |
| 2004 | Golfclub München Eichenried  | Miguel Ángel Jiménez | 267   | -21   |
| 2005 | Golfclub München Eichenried  | David Howell         | 265   | -23   |
| 2006 | Golfclub München Eichenried  | Henrik Stenson po    | 273   | -15   |
| 2007 | Golfclub München Eichenried  | Niclas Fasth         | 275   | -13   |
| 2008 | Golfclub München Eichenried  | Martin Kaymer po     | 273   | -15   |
| 2009 | Golfclub München Eichenried  | Nick Dougherty       | 266   | -22   |
| 2010 | Golfclub München Eichenried  | David Horsey         | 270   | -18   |
| 2011 | Golfclub München Eichenried  | Pablo Larrazábal po  | 272   | -16   |
| 2012 | Golf Club Gut Lärchenhof     | Danny Willett        | 277   | -11   |
| 2013 | Golfclub München Eichenried  | Ernie Els            | 270   | -18   |
| 2014 | Golf Club Gut Lärchenhof     | Fabrizio Zanotti po  | 269   | -19   |
| 2015 | Golfclub München Eichenried  | Pablo Larrazábal     | 271   | -17   |
| 2016 | Golf Club Gut Lärchenhof     | Henrik Stenson       | 271   | -17   |
| 2017 | Golfclub München Eichenried  | Andrés Romero        | 271   | -17   |
| 2018 | Golf Club Gut Lärchenhof     | Matt Wallace         | 278   | -10   |

## Play-offs
Het toernooi is 24 keer gespeeld en daarvan zijn 6 winnaars na een play-off gewonnen werden:
- 1990: Paul Azinger won van David Feherty
- 1992: Paul Azinger won van Glen Day, Anders Forsbrand, Mark James en Bernhard Langer
- 1997: Robert Karlsson won van Carl Watts
- 2006: Henrik Stenson won van Retief Goosen en Pádraig Harrington
- 2008: Martin Kaymer won van Henrik Stenson
- 2011: Pablo Larrazábal won van Sergio García